# Challenger de Lyon 2023
El torneo Open Sopra Steria de Lyon 2023 fue un torneo de tenis perteneciente al ATP Challenger Tour 2023 en la categoría Challenger 100. Su 7ª versión se disputó en las canchas del Tennis Club de Lyon y tuvo como campeones a Felipe Meligeni Alves en individuales y al dúo francés Manuel Guinard y Grégoire Jacq.

## Jugadores participantes del cuadro de individuales
| Favorito | País                  | Jugador               | Rank1 | Posición en el torneo  |
| -------- | --------------------- | --------------------- | ----- | ---------------------- |
| 1        | Bandera de Francia    | Quentin Halys         | 88    | Primera ronda          |
| 2        | Bandera de España     | Pedro Martínez        | 135   | Primera ronda          |
| 3        | Bandera de Argentina  | Facundo Díaz Acosta   | 137   | Primera ronda / retiro |
| 4        | Bandera de Kazajistán | Timofey Skatov        | 147   | Primera ronda          |
| 5        | Bandera de Francia    | Benoît Paire          | 149   | Cuartos de final       |
| 6        | Bandera de Japón      | Kaichi Uchida         | 154   | Primera ronda / retiro |
| 7        | Bandera de Francia    | Geoffrey Blancaneaux  | 161   | Retiro                 |
| 8        | Bandera de Brasil     | Felipe Meligeni Alves | 165   | Campeón                |

- 1 Se ha tomado en cuenta el ranking del 29 de mayo de 2023.

### Otros participantes
Los siguientes jugadores recibieron una invitación (wild card), por lo tanto ingresan directamente al cuadro principal (WC):
- Ugo Blanchet
- Gabriel Debru
- Lucas Pouille

Los siguientes jugadores ingresan al cuadro principal tras disputar el cuadro clasificatorio (Q):
- Mathias Bourgue
- Manuel Guinard
- Maxime Janvier
- Jules Marie
- Dennis Novak
- Tom Paris

El siguiente jugador ingresó al cuadro principal como perdedor afortunado (LL):
- Clément Tabur

## Campeones

### Individual Masculino
- Felipe Meligeni Alves derrotó en la final a  Alexander Ritschard, 6–4, 0-6, 7-6(7)

### Dobles Masculino
- Manuel Guinard /  Grégoire Jacq derrotaron en la final a  Constantin Frantzen /   Hendrik Jebens, 6-4, 2–6, [10–7]